# Куп Републике Српске у одбојци
Куп Републике Српске у одбојци је такмичење које организује Одбојкашког савеза Републике Српске.

## Историја
Куп Републике Српске у одбојци игра се од 1993. године. А од 2005. клубови са простора Републике Српске поред овог такмичења играју и Куп Босне и Херцеговине.

## Освајачи купа Републике Српске
| Сезона   | Освајач            |
| -------- | ------------------ |
| 1993.    | ОК Јединство Брчко |
| 1994.    | ОК Модрича Оптима  |
| 1995.    | ОК Модрича Оптима  |
| 1995/96. | ОК Модрича Оптима  |
| 1996/97. | ОК Љубиње          |
| 1997/98. | ОК Јединство Брчко |
| 1998/99. | ОК Модрича Оптима  |
| 1999/00. | ОК Модрича Оптима  |
| 2000/01. | ОК Радник Бијељина |
| 2001/02. | ОК Модрича Оптима  |
| 2002/03. | ОК Јединство Брчко |
| 2003/04. | ОК Модрича Оптима  |
| 2004/05. | ОК Дрина Зворник   |
| 2005/06. | ОК Модрича Оптима  |
| 2006/07. | ОК Студент Пале    |
| 2007/08. | ОК Студент Пале    |
| 2008/09. | ОК Студент Пале    |
| 2009/10. | ОК Модрича Оптима  |
| 2010/11. | ОК Младост Брчко   |

## Успешност клубова
| Клуб               | Освајач | Године                                                 |
| ------------------ | ------- | ------------------------------------------------------ |
| ОК Модрича Оптима  | 9       | 1994, 1995, 1996, 1999, 2000, 2002, 20004, 2006, 2010. |
| ОК Јединство Брчко | 3       | 1993, 1998, 2003.                                      |
| ОК Студент Пале    | 3       | 2007, 2008, 2009.                                      |
| ОК Љубиње          | 1       | 2007.                                                  |
| ОК Радник Бијељина | 1       | 2001.                                                  |
| ОК Дрина Зворник   | 1       | 2005.                                                  |
| ОК Младост Брчко   | 1       | 2011.                                                  |